# NGC 4020
NGC 4020 је спирална галаксија у сазвежђу Велики медвед која се налази на NGC листи објеката дубоког неба.
Деклинација објекта је + 30° 24' 49" а ректасцензија 11h 58m 56,8s. Привидна величина (магнитуда) објекта NGC 4020 износи 12,5 а фотографска магнитуда 13,2. Налази се на удаљености од 8,0000 милиона парсека од Сунца. NGC 4020 је још познат и под ознакама UGC 6971, MCG 5-28-66, CGCG 157-72, IRAS 11563+3041, PGC 37723.